# Еженедельник для охотников до лошадей
Еженедельник для охотников до лошадей — один из самых первых спортивных журналов в Российской империи и первое издание, посвящённое конному спорту.

## История
Издавался в Москве с 1823 по 1827 год. Основатель и редактор журнала — известный российский военный деятель, генерал-лейтенант и писатель П. И. Цорн.
С 1824 года выходил под названием «Записки для охотников до лошадей». В 1826 году сменил назнание на «Записки для охотников до лошадей и конюшенного порядка», а в 1827 — «Записки для охотников до лошадей, содержащие в себе конюшенный порядок».
Вышло в 1823 году — 52 номера, в 1824 — 24, в 1825—1827 годах — 12 номеров.
П. И. Цорн был автор большинства статей, посвящённых различным вопросам иппологии — проблемам коннозаводства и коневодства в России, истории разведения лошадей, устройству конных заводов и т. д. Кроме того, на страницах журнала рассматривались болезни лошадей и способы их лечения. В журнале было помещено большое количество иллюстраций, к которым давались составленные П. И. Цорном подробные описания.